# Rue Piccini
La rue Piccini est une voie du 16e arrondissement de Paris, en France.

## Situation et accès

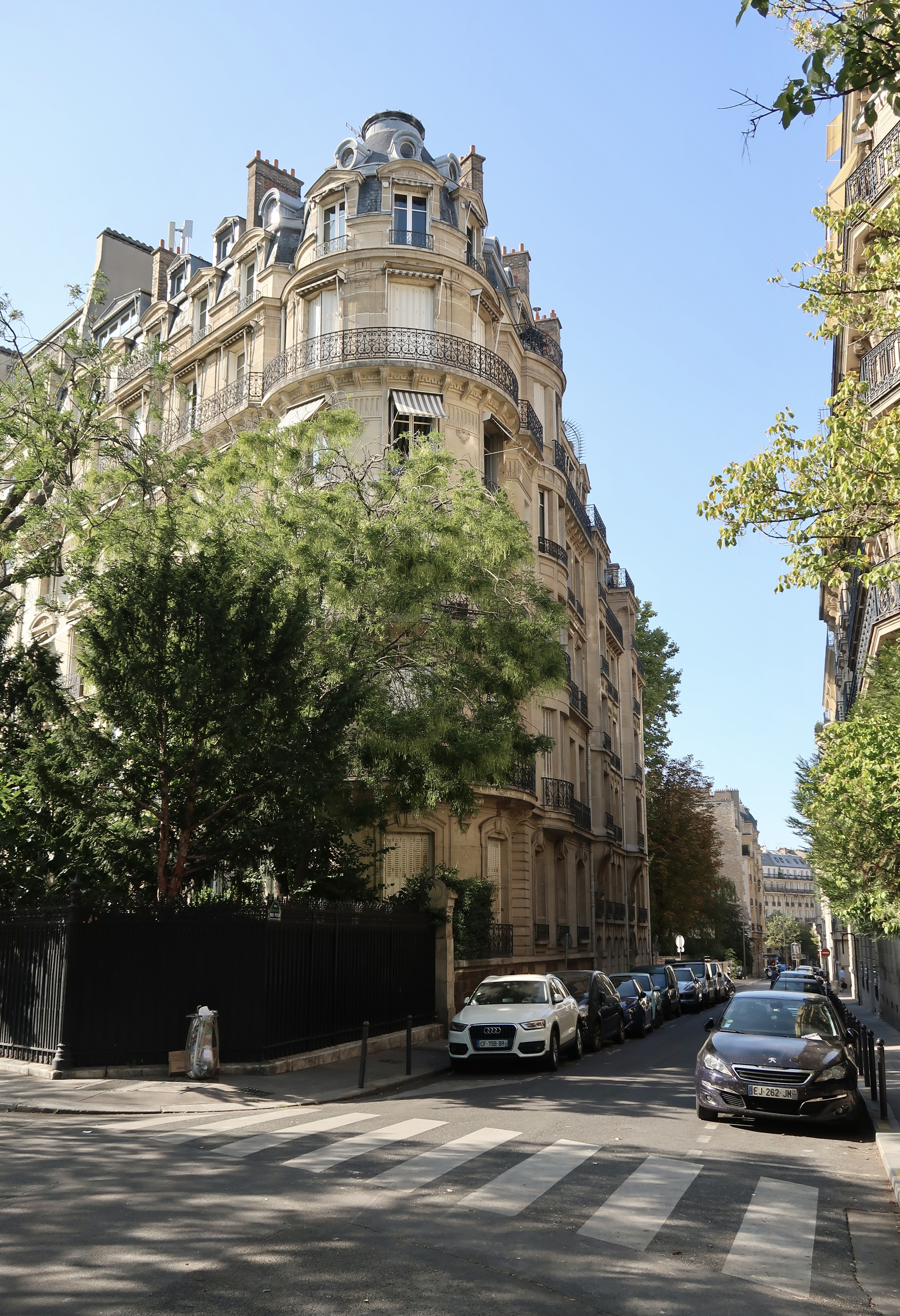
Au croisement avec l'avenue Foch.

La rue Piccini est une voie publique située dans le 16e arrondissement de Paris. Elle débute au 44, avenue Foch et se termine au 134, avenue de Malakoff.

## Origine du nom

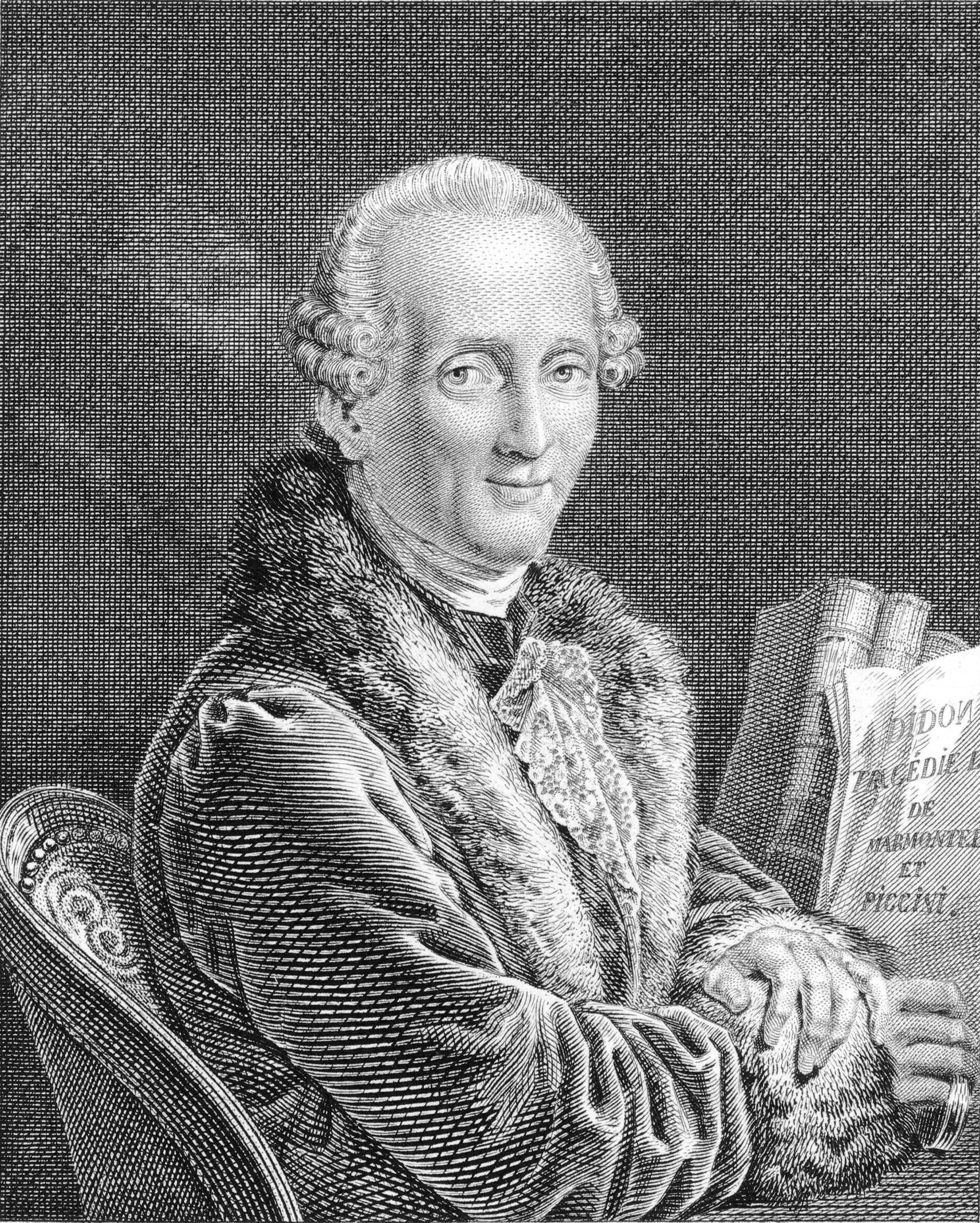
Le compositeur italien Niccolò Piccinni.

Elle porte le nom du compositeur italien Nicolas Marcellin Antoine Jacques Piccinni (1728-1800), qui a habité Passy, où il est mort. L'orthographe de son nom prend deux n en italien mais un seul en français.

## Historique
Cette voie de l'ancienne commune de Passy faisait partie en 1855 de la rue de Villejust.
Classée dans la voirie parisienne en vertu d'un décret du 23 mai 1863, elle prend sa dénomination actuelle par un décret du 10 août 1868 :
Décret du 10 août 1868
« Napoléon, etc., 

Sur le rapport de notre ministre secrétaire d’État au département de l'Intérieur,
vu l'ordonnance du 10 juillet 1816 ;
vu les propositions de M. le préfet de la Seine ;
avons décrété et décrétons ce qui suit :
Article 12. — 
La partie de la rue de la Pompe comprise entre les avenues de la Grande-Armée et de l'Impératrice, prendra le nom de rue Duret ;
La partie de la rue de Villejust comprise entre les avenues de l'Impératrice et de Malakoff, celui de rue Piccini ;
etc.
Article 17. — Notre ministre secrétaire d'État au département de l'Intérieur est chargé de l'exécution du présent décret.
Fait au palais de Fontainebleau, le 10 août 1868. »

## Bâtiments remarquables et lieux de mémoire

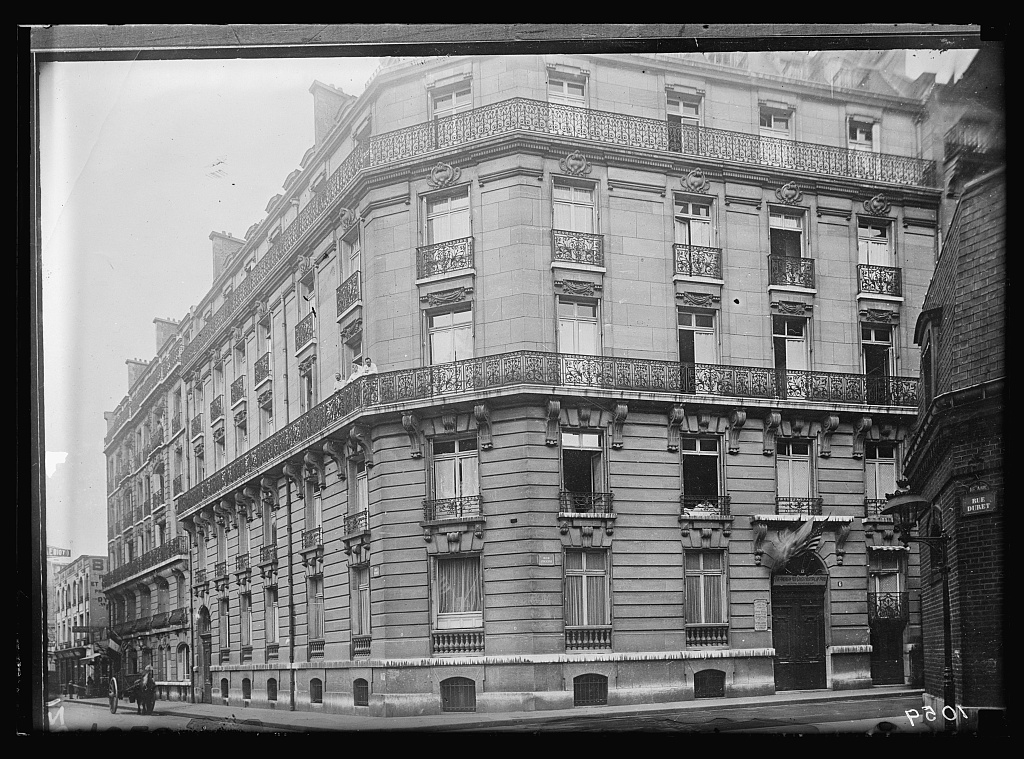
Le Blake's Hospital, à l'angle de la rue Duret, en 1917.

- L'écrivain Michel del Castillo y vécut[5].
- No 6 : clinique privée du docteur Doyen jusqu'en 1916, hôpital de la Croix-Rouge américaine (Blake's Hospital) en 1917, clinique médicale de Paris entre les deux guerres, hôpital temporaire Piccini réquisitionné sous l'Occupation[6]. Zulma Bouffar (maîtresse d'Offenbach) y est morte le 20 janvier 1909 et la peintre Louise Catherine Breslau le 12 mai 1927.

En 1925, la très riche héritière Marguerite Peters et la star mondiale du cinéma muet, pionnier du septième art, Max Linder, trouvent la mort dans des circonstances troubles dans un hôtel alors situé au no 6 de la rue.
- La rue longe ce qui était le palais Rose de l'avenue Foch.